# Ismael Urzaiz Aranda
Ismael Urzaiz Aranda (n. Tudela, Navarra, 7 d'octubre de 1971), és un exfutbolista navarrès. Jugava de davanter. La seva major virtut futbolística era el joc aeri. Va ser internacional amb la selecció espanyola.

## Trajectòria
Ha jugat des de jove en les categories inferiors del Reial Madrid fins a 1993, exceptuant una temporada (91-92) en la qual Urzaiz va jugar en l'Albacete Balompié en qualitat de cedit. Va arribar a debutar amb el primer equip madrileny en un partit de Copa d'Europa en la temporada 1990-91 contra l'Odense en la volta dels setzens de final. Però va ser amb l'Albacete Balompié amb qui va debutar en la Primera Divisió d'Espanya el 20 d'octubre de 1991, en el partit Albacete Balompié 4 - 0 Athletic.
En les següents tres temporades Urzaiz va jugar en el Celta de Vigo, el Rayo Vallecano i la Unió Esportiva Salamanca. Amb aquest darrer equip va aconseguir l'ascens a primera divisió. Urzaiz va marcar dos dels cinc gols en el segon partit de promoció contra l'Albacete Balompié. La temporada 95-96 juga al RCD Espanyol, on marca tretze gols.
El 1996 fitxa per l'Athletic Club de Bilbao, equip on va jugar durant 11 temporades consecutives. En la seva estada en el club basc va disputar en total 419 partits en els quals va marcar 129 gols repartits de la següent forma: 
- 367 en la primera divisió espanyola, marcant 116 gols.
- 7 en la Lliga de campions, marcant 1 gol.
- 11 en Copa de la UEFA.
- 34 en la Copa del Rei, marcant 12 gols.

En la seva última temporada en l'Athletic Club (06-07) va jugar 33 partits de lliga i va marcar 8 gols. El 20 de juny de 2007, Ismael Urzaiz va anunciar definitivament la seva marxa del club de Lezama.
El 19 de juliol d'aquest mateix any el jugador confirma la seva marxa a l'Ajax Amsterdam, on va posar fi a la seva carrera professional després de la temporada 2007/08.

## Seleccions
Ha defensat en 8 ocasions la samarreta de la selecció basca de futbol.
Ha estat també internacional amb la selecció espanyola en 25 ocasions. El seu debut com a internacional va ser el 9 d'octubre de 1996 en el partit República Txeca 0 - 0 Espanya. Ha marcat vuit gols amb la selecció espanyola, aconseguint un hattrick contra Xipre.

## Clubs
| Club               | Lliga       | Any       |
| ------------------ | ----------- | --------- |
| Reial Madrid B     | Espanyola   | 1989-1990 |
| Reial Madrid       | Espanyola   | 1990-1991 |
| Albacete Balompié  | Espanyola   | 1991-1992 |
| Reial Madrid B     | Espanyola   | 1992-1993 |
| Celta de Vigo      | Espanyola   | 1993      |
| Rayo Vallecano     | Espanyola   | 1993-1994 |
| UD Salamanca       | Espanyola   | 1994-1995 |
| RCD Espanyol       | Espanyola   | 1995-1996 |
| Athletic Club      | Espanyola   | 1996-2007 |
| Ajax Amsterdam     | Neerlandesa | 2007-2008 |
| Gatika Futbol Club | Espanyola   | 2008-...  |